# Acalolepta stictica
Acalolepta stictica är en skalbaggsart som först beskrevs av Stefan von Breuning 1948.  Acalolepta stictica ingår i släktet Acalolepta och familjen långhorningar. Inga underarter finns listade i Catalogue of Life.